# Arctomiales
De Arctomiales vormen een orde van Lecanoromycetes uit de subklasse van Ostropomycetidae.
Tot deze orde behoren bepaalde soorten korstmossen.

## Taxonomie
De taxonomische indeling van de Arctomiales als volgt:
Orde: Arctomiales
- Familie:  Arctomiaceae